# 华雅敬
圣华雅敬神父（西班牙语：Joaquin Royo Perez，拉丁语：Ioachimus Royo Pérez，1691年10月3日—1748年10月28日）西班牙道明会传教士、殉道圣人，1748年在中国福州殉道。
1691年10月3日，华雅敬在西班牙特鲁埃尔省的希诺霍萨（Hinojosa）受洗，父母是约阿希姆·罗约和玛丽安娜·佩雷斯。1709年18岁在巴伦西亚加入道明会，1712年转入玫瑰会省，与白多禄一同前往菲律宾，在那里晋升神父。1715年6月22日，又受差遣与白多禄由馬尼拉出發，前往中国传教，6月29日到達廣东，前两年在福建南部泉州、厦门一带传教，此后前往已经多年没有传教士的浙江和江西两省。他一直过着隐秘的生活，晚上举行弥撒仪式，经常要在密室和墓地里呆上很多时间。华雅敬于1746年7月3日被捕入狱，关押在福州两年时间。1748年10月28日，华雅敬在监狱内被闷死。
1893年5月14日，教宗良十三世将其列为真福。2000年10月1日，教宗若望保禄二世将其列为中华殉道圣人。